# Elżbieta Seredyn
Elżbieta Seredyn z domu Jaruga (ur. 27 września 1968 w Lublinie) – polska polityk, działaczka społeczna i pielęgniarka. W latach 2012–2015 podsekretarz stanu w Ministerstwie Pracy i Polityki Społecznej. Od 2014 była wiceprzewodniczącą Rady Powiatu puławskiego.

## Życiorys
W 1988 ukończyła Liceum Medyczne w Łukowie, zdobywając uprawnienia do wykonywania zawodu pielęgniarki dyplomowanej. W tym samym roku zaczęła pracę w Centrum Zdrowia Dziecka w Warszawie.
Od 1991 do 2002 pracowała na stanowisku pedagoga (do pracy z osobami niepełnosprawnymi) w Zespole Dziennych Domów Pomocy Społecznej w Puławach. W 2000 ukończyła studia z zakresu pedagogiki specjalnej i oligofrenopedagogiki na Wyższej Szkole Pedagogiki Specjalnej w Warszawie, Wydziale Rewalidacji i Resocjalizacji. W 2002 objęła posadę w Lubelskim Urzędzie Wojewódzkim pracowała tam do 2004. Od 2004 do 2012 była kierownikiem Regionalnego Ośrodka Polityki Społecznej w Lublinie. W 2010 ukończyła studia podyplomowe na Uniwersytecie Marii Curie-Skłodowskiej w Lublinie na Wydziale Socjologii, z zakresu organizacji pomocy społecznej.
19 listopada 2012 objęła stanowisko podsekretarza stanu w Ministerstwie Pracy i Polityki społecznej z rekomendacji Polskiego Stronnictwa Ludowego. Bez powodzenia kandydowała z listy tej partii do Sejmu w 2011 (jako bezpartyjna) i do Parlamentu Europejskiego w 2014 (już jako członkini PSL). W wyborach samorządowych w 2014 została wybrana do Rady Powiatu Puławskiego, w której od 1 grudnia pełni funkcję wiceprzewodniczącej. Obecnie dyrektor Domu Pomocy Społecznej w Żyrzynie.

## Odznaczenia
- 2003: Brązowy Krzyż Zasługi za działalność za rzecz społeczności lokalnej.
- 1998: Odznaka Przyjaciel Dziecka przyznana przez Związek Wojewódzki Towarzystwa Przyjaciół Dzieci w Lublinie.
- 2015: Odznaka Honorowa za Zasługi dla Samorządu Terytorialnego[5].